# Alexandru Spiridon
Alexandru Spiridon (Edineţ, 20 juli 1960) is een voormalig profvoetballer uit Moldavië, die gedurende zijn carrière speelde als aanvaller. Hij beëindigde zijn actieve loopbaan in 1998 bij Tiligul Tiraspol, waarna hij het trainersvak instapte. Hij werd vijfmaal landskampioen van Moldavië met Zimbru Chisinau.

## Interlandcarrière
Spiridon speelde in totaal acht officiële interlands (nul doelpunten) voor het Moldavisch voetbalelftal in de periode 1991-1995. Hij maakte op 2 juli 1991 het allereerste doelpunt uit de geschiedenis voor zijn vaderland, al betrof dat een officieus – want niet door de FIFA erkend – duel: Moldavië-Georgië (2-4). De tweede treffer van de Moldaviërs in dat duel kwam op naam van Gheorghe Harea. Op basis van andere bronnen heeft hij overigens zestien interlands achter zijn naam staan.

## Trainerscarrière
Als opvolger van Alexandru Maţiura had Spiridon in 2001 vier duels de leiding over de nationale ploeg van Moldavië. Alle duels gingen verloren. Hij werd opgevolgd door Viktor Pasulko als hoofdcoach.
| 1 | 15.08.2001 | Faro, Portugal     | Portugal – Moldavië     | 3 – 0 | Oefeninterland  |
| 2 | 01.09.2001 | Chisinau, Moldavië | Moldavië – Azerbeidzjan | 2 – 0 | WK-kwalificatie |
| 3 | 05.09.2001 | Trenčín, Slowakije | Slowakije – Moldavië    | 4 – 2 | WK-kwalificatie |
| 4 | 06.10.2001 | Chisinau, Moldavië | Moldavië – Turkije      | 0 – 3 | WK-kwalificatie |

## Erelijst

### Als speler
Zimbru Chisinau
- Moldavisch landskampioen

1992, 1993, 1994, 1995, 1996
- Moldavisch voetballer van het jaar

1992

### Als coach
Zimbru Chisinau
- Moldavisch landskampioen

1998, 1999, 2000
- Moldavisch bekerwinnaar

1998